# Gauliga Sachsen 1933/34
Die Gauliga Sachsen 1933/34 war die erste Spielzeit der Gauliga Sachsen im Fußball. Die Meisterschaft sicherte sich der Dresdner SC durch das bessere Torverhältnis vor dem VfB Leipzig. Der Dresdner SC qualifizierte sich für die Endrunde um die deutsche Meisterschaft und schied dort bereits nach der Gruppenphase aus. Die Abstiegsränge belegten der Chemnitzer BC, der 1. Vogtländischer FC Plauen und die SpVgg Falkenstein. Aus den Bezirksklassen stiegen Fortuna Leipzig und Sportfreunde Dresden auf.

## Teilnehmer
Für die erstmalige Austragung der Gauliga Sachsen qualifizierten sich folgende Mannschaften:
- der Sieger und der Zweitplatzierte der Gauliga Mittelsachsen der mitteldeutschen Fußballmeisterschaft 1932/33:
  - Polizei SV Chemnitz
  - Chemnitzer BC
- der Sieger und der Zweitplatzierte der Gauliga Nordwestsachsen der mitteldeutschen Fußballmeisterschaft 1932/33:
  - SC Wacker Leipzig
  - VfB Leipzig
- der Sieger und der Drittplatzierte der Gauliga Ostsachsen der mitteldeutschen Fußballmeisterschaft 1932/33:
  - Dresdner SC
  - Guts Muts Dresden
- der Sieger und der Zweitplatzierte der Gauliga Vogtland der mitteldeutschen Fußballmeisterschaft 1932/33:
  - SpVgg Falkenstein
  - 1. Vogtländischer FC Plauen
  - Plauener SuBC a
- der Sieger und der Zweitplatzierte der Gauliga Westsachsen der mitteldeutschen Fußballmeisterschaft 1932/33:
  - VfB Glauchau
  - Planitzer SC

## Abschlusstabelle
| Pl. | Verein                      | Sp. | S  | U | N  | Tore    | Quote | Punkte |
| --- | --------------------------- | --- | -- | - | -- | ------- | ----- | ------ |
| 1.  | Dresdner SC                 | 20  | 17 | 0 | 3  | 076:210 | 3,62  | 34:60  |
| 2.  | VfB Leipzig                 | 20  | 17 | 0 | 3  | 065:230 | 2,83  | 34:60  |
| 3.  | Polizei SV Chemnitz         | 20  | 15 | 0 | 5  | 086:310 | 2,77  | 30:10  |
| 4.  | Guts Muts Dresden           | 20  | 12 | 1 | 7  | 047:430 | 1,09  | 25:15  |
| 5.  | SC Wacker Leipzig           | 20  | 9  | 1 | 10 | 050:390 | 1,28  | 19:21  |
| 6.  | VfB Glauchau                | 20  | 9  | 1 | 10 | 044:560 | 0,79  | 19:21  |
| 7.  | Plauener SuBC               | 20  | 7  | 1 | 12 | 050:730 | 0,68  | 15:25  |
| 8.  | Planitzer SC                | 20  | 6  | 2 | 12 | 043:720 | 0,60  | 14:26  |
| 9.  | Chemnitzer BC               | 20  | 5  | 3 | 12 | 035:530 | 0,66  | 13:27  |
| 10. | 1. Vogtländischer FC Plauen | 20  | 5  | 2 | 13 | 029:570 | 0,51  | 12:28  |
| 11. | SpVgg Falkenstein           | 20  | 2  | 1 | 17 | 029:860 | 0,34  | 05:35  |

## Aufstiegsrunde
Qualifiziert waren die Sieger der vier Bezirksklassen.
Kreuztabelle
| 1933/34              | FOR | SFD | KON  | LIM |
| -------------------- | --- | --- | ---- | --- |
| SV Fortuna Leipzig   |     | 3:2 | 3:0  | 5:0 |
| Sportfreunde Dresden | 4:2 |     | 14:2 | 6:1 |
| SV Konkordia Plauen  | 5:2 | 6:4 |      | 3:2 |
| 1. SC Limbach        | 1:4 | 2:2 | 3:1  |     |

Abschlusstabelle
| Pl. | Verein                                                    | Sp. | S | U | N | Tore    | Quote | Punkte |
| --- | --------------------------------------------------------- | --- | - | - | - | ------- | ----- | ------ |
| 1.  | SV Fortuna Leipzig (Sieger Bezirksklasse Leipzig)         | 6   | 4 | 0 | 2 | 019:120 | 1,58  | 08:40  |
| 2.  | Sportfreunde Dresden (Sieger Bezirksklasse Dresden)       | 6   | 3 | 1 | 2 | 032:160 | 2,00  | 07:50  |
| 3.  | SV Konkordia Plauen (Sieger Bezirksklasse Plauen-Zwickau) | 6   | 3 | 0 | 3 | 017:280 | 0,61  | 06:60  |
| 4.  | 1. SC Limbach (Sieger Bezirksklasse Chemnitz)             | 6   | 1 | 1 | 4 | 009:210 | 0,43  | 03:90  |